# جاني تينفوسوان
جاني تينفوسوان (التايلاندية: เจ นี่ เทียน โพธิ์ สุ วร ร ณ์ ؛ ولدت في 11 سبتمبر 1981 في لوس أنجلوس ، كاليفورنيا) ممثلة وعارضة أزياء تايلاندية. حصلت على بكالوريوس فنون الاتصال من جامعة بانكوك. بعد طلاق والديها ، انتقلت إلى تايلاند مع شقيقها وأمها. ثم بدأت حياتها المهنية في التمثيل في فيديو موسيقي. بعد ذلك سرعان ما صعدت إلى الشهرة في مسلسل تلفزيوني تايلاندي مع أندرو جريجسون.